# Dominicus Meier
Dominicus (Michael) Meier (Heggen, 10 luglio 1959) è un vescovo cattolico tedesco, dal 28 maggio 2024 vescovo di Osnabrück.

## Biografia
Dominicus Meier è nato a Heggen, il 10 luglio 1959 ed è stato battezzato con il nome di Michael. È cresciuto a Grevenbrück.

### Formazione e ministero sacerdotale
Dopo la formazione, ha lavorato come impiegato giudiziario presso il tribunale distrettuale di Lennestadt dal 1973 al 1978. Ha poi frequentato il Clemens-Hofbauer-Kolleg di Bad Driburg dal 1978 al 1982.
Nel 1982 è entrato nell'abbazia di Königsmünster, assumendo il nome religioso di Dominicus. Il 9 settembre 1983 ha emesso la prima professione e il 20 settembre 1986 quella solenne.
Ha studiato teologia all'Università di Würzburg dal 1983 al 1986 e all'Università di Münster dal 1986 al 1988 quando ha ottenuto la laurea con una tesi intitolata "Das Verhältnis päpstlicher Orden zum Ortsordinarius" ("Il rapporto tra ordini papali e ordinario locale"). Ha poi proseguito gli studi teologici prima all'Università Ludwig Maximilian di Monaco e poi all'Università di Salisburgo presso la quale nel 1991 ha ottenuto il dottorato di ricerca con un elaborato intitolato "Die Rechtswirkungen der klösterlichen Profeß." ("Gli effetti giuridici della professione monastica"). Dal 1995 al 1997 ha studiato per ottenere la licenza in diritto canonico presso l'Università di Münster. Ha concluso questo ciclo di formazione con una tesi intitolata "Der Curator im kanonischen Prozessrecht" ("Il curatore nel diritto canonico"). Nel 1999 ha ottenuto l'abilitazione in diritto canonico presso lo stesso ateneo con una tesi intitolata "Braucht die Katholische Kirche eine Gerichtsbarkeit über ihre Verwaltung?" ("La Chiesa cattolica ha bisogno di giurisdizione sulla sua amministrazione?").
Il 24 gennaio 1988 è stato ordinato diacono. Il 14 gennaio dell'anno successivo è stato ordinato presbitero da monsignor Reinhard Lettmann, vescovo di Münster. Ha prestato servizio come giudice presso il tribunale diocesano di Salisburgo dal 1989 al 1991, difensore del vincolo presso l'ufficio arcivescovile dell'arcidiocesi di Paderborn dal 1992 al 2001, avvocato canonista dal 1994, promotore di giustizia nel tribunale dell'arcidiocesi di Paderborn dal 1994 al 2001, assistente del prof. Klaus Lüdicke presso l'Istituto di diritto canonico dell'Università di Münster dal 1999 al 2000, professore ordinario di diritto canonico presso l'Alta Scuola Filosofico-Teologica dei Pallottini di Vallendar dal 2000.
Il 31 agosto 2001 è stato eletto terzo abate dell'abbazia di Meschede a Königsmünster per un mandato di dodici anni. Il 6 ottobre successivo ha ricevuto la benedizione abbaziale dal cardinale Johannes Joachim Degenhardt, arcivescovo metropolita di Paderborn. Come motto ha scelto l'espressione "Per Christum congregamur", che significa "Attraverso Cristo siamo riuniti". Il suo mandato si è concluso con le sue dimissioni, rassegnate il 19 maggio 2013, domenica di Pentecoste. L'8 giugno dello stesso anno è stato eletto suo successore padre Aloysius Althaus. Nell'abbazia di Königsmünster era stato per molti anni rappresentante dell'autorità scolastica presso il liceo dell'abbazia e come tale era principalmente responsabile degli affari finanziari della scuola. Grazie alla sua conoscenza approfondita del diritto canonico e religioso, è un consigliere molto richiesto da diversi ordini religiosi.
Il 1º settembre 2013 è stato nominato vicario giudiziale dell'arcidiocesi di Paderborn.
È impegnato in numerosi progetti sociali in Terra santa. Nel 2008 è stato nominato commendatore con placca dell'Ordine equestre del Santo Sepolcro di Gerusalemme dal cardinale gran maestro John Patrick Foley. Il 25 ottobre di quell'anno è stato ha ricevuto le insegne durante una cerimonia tenutasi nella cattedrale della Beata Vergine Maria a Erfurt e presieduta da monsignor Reinhard Marx, arcivescovo metropolita di Monaco e Frisinga e gran priore della Luogotenenza tedesca. Dal 2012 al 2017 è stato priore della Commenda di San Benedetto a Meschede.
È stato anche consultore della IV commissione per la vita consacrata della Conferenza episcopale tedesca.

### Ministero episcopale

Stemma di monsignor Meier come vescovo ausiliare di Paderborn.

Il 15 luglio 2015 papa Francesco lo ha nominato vescovo ausiliare di Paderborn e titolare di Castro di Sardegna. Ha ricevuto l'ordinazione episcopale il 27 settembre successivo nella cattedrale di Santa Maria, San Liborio e San Chiliano a Paderborn dall'arcivescovo metropolita di Paderborn Hans-Josef Becker, co-consacranti i vescovi ausiliari della stessa arcidiocesi Manfred Grothe e Matthias König.
Il 21 giugno 2021 papa Francesco lo ha nominato membro del Supremo tribunale della Segnatura apostolica per un quinquennio.
Il 28 maggio 2024 papa Francesco lo ha nominato vescovo di Osnabrück. Il 4 agosto si è congedato dall'arcidiocesi di Paderborn con una messa celebrata nella cattedrale arcidiocesana. Il 27 agosto successivo ha prestato giuramento di fedeltà davanti a Stephan Weil, ministro presidente della Bassa Sassonia. Ha preso possesso della diocesi l'8 settembre successivo con una cerimonia tenutasi nella cattedrale di San Pietro a Osnabrück.
In seno alla Conferenza episcopale tedesca è vicepresidente della XIV commissione per le migrazioni  e commissario per i fedeli delle Chiese orientali associate a Roma. In precedenza è stato membro della XIV commissione per le migrazioni, della IV commissione per le vocazioni clericali e i servizi ecclesiastici e della VII commissione per l'istruzione e la scuola.

## Opere
- Dominicus (Michael) Meier, Die Rechtswirkungen der klösterlichen Profess.Eine rechtsgeschichtliche Untersuchung der monastischen Profess und ihrer Rechtswirkungen unter Berücksichtigung des Staatskirchenrechts, collana Europäische Hochschulschriften, Francoforte sul Meno, P. Lang, 1993,  pp. 550, ISBN 978-3631461884. URL consultato il 18 marzo 2025.
- Dominicus (Michael) Meier, Der Curator im kanonischen Prozeßrecht, collana Münsterischer Kommentar zum Codex iuris canonici, Essen, Ludgerus Verlag, 1998,  pp. vi, 93, ISBN 978-3874972260. URL consultato il 18 marzo 2025.
- Dominicus (Michael) Meier, Verwaltungsgerichte für die Kirche in Deutschland? von der Gemeinsamen Synode 1975 zum Codex Iuris Canonici 1983, collana Münsterischer Kommentar zum Codex Iuris Canonici, Essen, Ludgerus-Verl, 2000,  pp. XII, 550, ISBN 978-3874972352. URL consultato il 18 marzo 2025.
- Dominicus (Michael) Meier, Verwaltungsgerichte für die Kirche in Deutschland? Von der gemeinsamen Synode 1975 zum Codex Iuris Canonici 1983, collana Münsterischer Kommentar zum Codex iuris canonici, Essen, Ludgerus Verlag, 2001,  pp. xii, 550, ISBN 978-3874972352. URL consultato il 18 marzo 2025.
- Dominicus (Michael) Meier e Klaus Lüdicke, Rezeption des Zweiten Vatikanischen Konzils in Theologie und Kirchenrecht heute Festschrift für Klaus Lüdicke zur Vollendung seines 65. Lebensjahres, collana Münsterischer Kommentar zum Codex iuris canonici / Beihefte, Essen, Ludgerus-Verl, 2008,  pp. XIV, 757, ISBN 978-3874972642. URL consultato il 18 marzo 2025.
- Josef Kandler, Elisabeth Kandler-Mayr e Dominicus (Michael) Meier, 100 Begriffe aus dem Ordensrecht, Sant'Ottilia, EOS, 2015,  pp. 531, ISBN 978-3830677062. URL consultato il 18 marzo 2025.
- Manfred Raupach, Ekkehard Zöfgen, Stephan Haering, Dominicus (Michael) Meier, Michaela Puzicha e Beda Maria Sonnenberg, Glossographie der Regula Benedicti. Das Korpus der lateinischen RB-Glossierungen (KORB), collana Regulae Benedicti Studia, Traditio et Receptio, Sant'Ottilia, EOS, 2020,  pp. XII, 780, ISBN 978-3830680086. URL consultato il 18 marzo 2025.

## Genealogia episcopale
La genealogia episcopale è:
- Cardinale Scipione Rebiba
- Cardinale Giulio Antonio Santori
- Cardinale Girolamo Bernerio, O.P.
- Arcivescovo Galeazzo Sanvitale
- Cardinale Ludovico Ludovisi
- Cardinale Luigi Caetani
- Cardinale Ulderico Carpegna
- Cardinale Paluzzo Paluzzi Altieri degli Albertoni
- Papa Benedetto XIII
- Papa Benedetto XIV
- Papa Clemente XIII
- Cardinale Marcantonio Colonna
- Cardinale Giacinto Sigismondo Gerdil, B.
- Cardinale Giulio Maria della Somaglia
- Cardinale Carlo Odescalchi, S.I.
- Vescovo Eugène de Mazenod, O.M.I.
- Cardinale Joseph Hippolyte Guibert, O.M.I.
- Cardinale François-Marie-Benjamin Richard de la Vergne
- Cardinale Pietro Gasparri
- Arcivescovo Cesare Orsenigo
- Cardinale Lorenz Jäger
- Cardinale Johannes Joachim Degenhardt
- Arcivescovo Hans-Josef Becker
- Vescovo Dominicus (Michael) Meier, O.S.B.

## Araldica
| Stemma | Titolare                                                                        | Descrizione |
|        | Dominicus Meier Vescovo ausiliare di Paderborn e titolare di Castro di Sardegna | Troncato semipartito. Al I di rosso alla croce d'oro; al II d'argento alla croce di nero, il tutto caricato in cuore di una corona d'oro; al III d'azzurro alla rosa d'argento bottonata d'oro. Ornamenti esterni da vescovo. Motto: "Vox verbi vas gratiae". |

| Stemma | Titolare                             | Descrizione |
|        | Dominicus Meier Vescovo di Osnabrück | Inquartato. Al I d'argento alla ruota di sei raggi di rosso; al II di rosso alla croce d'oro; al III d'argento alla croce di nero, il tutto caricato in cuore di una corona d'oro; al IV d'azzurro alla rosa d'argento bottonata d'oro. Ornamenti esterni da vescovo. Motto: "Vox verbi vas gratiae". |